# Óscar Pereiro
Óscar Pereiro Sío (født 3. august 1977 i Mos, Galicien) er en tidligere spansk professionel landevejsrytter. Óscar Pereiro Sío er bedst kendt for at have vundet 2006-udgaven af Tour de France efter at den oprindelige vinder, Floyd Landis, blev diskvalificeret for brug af doping.
Pereiro har blandt andet kørt for holdet Caisse d'Epargne, det portugisisk baserede hold Porta da Ravessa (2000 til 2001) og det schweizisk baserede Phonak-hold (2002 til 2005).
Han indstillede karrieren ved udgangen af 2010.

## Tidlig karriere
Pereiro sluttede som nummer 10 i Tour de France 2004 – 22 minutter og 54 sekunder efter tour-legenden Lance Armstrong. Han vandt prisen som den "mest angrebsivrige rytter" i Tour de France 2005 efter at have siddet med i de vindende udbrud på både etape 15, 16 og 18. Han vandt selv etape 16 efter knebent at have slået spanske Xabier Zandio, italienske Eddy Mazzoleni og australske Cadel Evans. Hans anstrengelser på etape 15, dette års hårdeste, vandt ham stor respekt i feltet. Han blev toer den dag, slået af Discovery Channels George Hincapie, efter at have trukket det største stykke af vejen op til Pla D'Adet.
Pereiro blev opfattet som en leder på Phonak-holdet, sammen med Landis og Santiago Botero i 2005 – hans sidste år for holdet.

## Tour de France 2006
Pereiro kørte på en Pinarello Dogma FP-cykel gennem hele Tour de France 2006. Hans udbrud på 13. etape, hvor han blev nummer to efter tyske Jens Voigt, gav ham næsten 30 minutter i forhold til de andre ryttere i klassementet, og skød ham til tops i den samlede stilling. Han byttede den gule førertrøje frem og tilbage med Floyd Landis de næste dage, førend han endeligt tabte den til ham på Tour'ens næstsidste dag.
Pererio blev oprindeligt noteret som toer i 2006-Touren, men blev senere opgraderet til vinder. En urinprøve taget fra vinderen, Floyd Landis, umiddelbart efter hans sejr på 17. etape, har vist spor af det forbudte syntetiske testosteron, samt et forhold mellem testosteron og epitestosteron på næsten tre gange grænsen, der er fastsat af WADA.
Efter at have hørt om den positive A-prøve, sagde Pereiro at det kun var et indledende, ubekræftet resultat, og han ville hverken opfatte Landis som skyldig, eller ham selv som Tour-vinder. "Jeg har for meget respekt for Landis til at tænke anderledes," sagde han.
Efter at have hørt, at Landis B-prøve også var positiv, sagde Pereiro at han nu opfattede sig selv som Tour-vinder, og at Landis-skandalen ikke skulle gøre hans egen præstation mindre bemærkelsesværdig. "Lige nu føler jeg mig som vinder af Tour de France," sagde han. "Dette er en sejr for hele holdet.
I september 2007 blev Floyd Landis endeligt dømt for doping og frataget sin Tour de France-titel, og dermed fik Pererio officielt tildelt vindertitlen af Touren 2006.

## Dopingundersøgelser
Den 12. januar 2007 skrev den franske avis Le Monde, at Pereiro også var testet positiv for brug af doping under 2006-udgaven af Tour de France. Det er efter sigende salbutamol, der var blevet fundet i to urinprøver, afgivet efter etape 14, hvor Pereiro sluttede som nr. 26, og etape 16, som han sluttede på en 3. plads. Det var på 16. etape, han tog den gule førertrøje fra Landis
Salbutamol bliver normalt brugt til at kurere astma, og er tilladt i cykelløb såfremt rytteren kan fremvise en recept på stoffet. Det er den generelle opfattelse, at UCI gav Pereiro bagudvirkende tilladelse til at bruge stoffet af medicinske årsager efter de positive tests. Det franske anti-dopingagentur har betvivlet, at Pereiro skulle have grund til at tage salbutamol. Det krævede, at Pereiro redegjorde for grundene til at bruge salbutamol inden for en uge.
Den 25. januar 2007 droppede det franske anti-dopingagentur sin efterforskning af Pereiro med den begrundelse, at han havde bevist sin ret til at bruge astmamedicinen.

## Styrt i Tour de France 2008
Den 20. juli, på den 15. etape af Tour de France 2008, styrtede Pereiro ved 89 kilometer-mærket lige før et hårnålesving under nedkørslen fra Col Agnel og landede på den anden side af svinget. Det frygtedes at han havde brudt lårbenet og armen, men viste sig senere, at han slap heldigt med en brækket arm.

## Udgik igen i 2009
På 8. etape af Tour de France 2009, under opstigningen til Col du Tourmalet, stod Óscar Pererio af cyklen og udgik af løbet.

## Grand Tour-resultater
| Óscar Pereiro: Grand Tour-resultater | Óscar Pereiro: Grand Tour-resultater | Óscar Pereiro: Grand Tour-resultater | Óscar Pereiro: Grand Tour-resultater | Óscar Pereiro: Grand Tour-resultater | Óscar Pereiro: Grand Tour-resultater | Óscar Pereiro: Grand Tour-resultater | Óscar Pereiro: Grand Tour-resultater | Óscar Pereiro: Grand Tour-resultater |
| ------------------------------------ | ------------------------------------ | ------------------------------------ | ------------------------------------ | ------------------------------------ | ------------------------------------ | ------------------------------------ | ------------------------------------ | ------------------------------------ |
|                                      | 2005                                 | 2006                                 | 2007                                 | 2008                                 | 2009                                 | 2010                                 | 2011                                 | 2012                                 |
| Giro d'Italia                        |                                      |                                      |                                      |                                      |                                      |                                      |                                      |                                      |
| Sammenlagt                           | -                                    | -                                    | -                                    | -                                    | -                                    |                                      |                                      | {{{SamletGdI12}}}                    |
| Bjergkonkurrencen                    | -                                    | -                                    | -                                    | -                                    | -                                    |                                      |                                      | {{{BjergGdI12}}}                     |
| Pointkonkurrencen                    | -                                    | -                                    | -                                    | -                                    | -                                    |                                      |                                      | {{{PointGdI12}}}                     |
| Ungdomskonkurrencen                  | -                                    | -                                    | -                                    | -                                    | -                                    |                                      |                                      | {{{UngGdI12}}}                       |
| Etapesejre                           | -                                    | -                                    | -                                    | -                                    | -                                    |                                      |                                      | {{{EtapGdI12}}}                      |
| Tour de France                       |                                      |                                      |                                      |                                      |                                      |                                      |                                      |                                      |
| Sammenlagt                           | 10                                   | 1                                    | 10                                   | udg.                                 | udg.                                 |                                      |                                      | {{{SamletTdF12}}}                    |
| Bjergkonkurrencen                    | 2                                    | 10                                   | >10                                  | -                                    | -                                    |                                      |                                      | {{{BjergTdF12}}}                     |
| Pointkonkurrencen                    | 6                                    | 10                                   | >10                                  | -                                    | -                                    |                                      |                                      | {{{PointTdF12}}}                     |
| Ungdomskonkurrencen                  | -                                    | -                                    | -                                    | -                                    | -                                    |                                      |                                      | {{{UngTdF12}}}                       |
| Etapesejre                           | 1                                    | 0                                    | 0                                    | 0                                    | 0                                    |                                      |                                      | {{{EtapTdF12}}}                      |
| Vuelta a España                      |                                      |                                      |                                      |                                      |                                      |                                      |                                      |                                      |
| / Sammenlagt                         | 25                                   | 49                                   | udg.                                 | -                                    | -                                    |                                      |                                      | {{{SamletVaE12}}}                    |
| / Bjergkonkurrencen                  |                                      | >10                                  | -                                    | -                                    | -                                    |                                      |                                      | {{{BjergVaE12}}}                     |
| / Pointkonkurrencen                  |                                      | >10                                  | -                                    | -                                    | -                                    |                                      |                                      | {{{PointVaE12}}}                     |
| Kombinationskonkurrencen             |                                      | >10                                  | -                                    | -                                    | -                                    |                                      |                                      | {{{KombVaE12}}}                      |
| Etapesejre                           | 0                                    | 0                                    | 0                                    | -                                    | -                                    |                                      |                                      | {{{EtapVaE12}}}                      |

- udg. = udgået